# Nytorv
 For alternative betydninger, se Nytorv (flertydig). (Se også artikler, som begynder med Nytorv)
Nytorv er et torv i det indre København. Det grænser op til Strøget og Gammeltorv.

## Pladsens tidlige historie
Indtil Christian d. 4 besluttede sig for at renovere Københavns rådhus og rydde det omkringliggende område, var Nytorv tæt beboet. Her lå stadens avlsgård med tilhørende stalde, og her havde medlemmerne af bystyret deres boliger, og desuden boede bøddelen her, nær ved fangehullet i rådhusets kælder.

## Nytorvs tilblivelse
Da Christian d. 4 i årene 1606-10 beordrede at Københavns rådhus skulle udvides og moderniseres i nederlandsk renæssance, gjorde han det klart, at han ønskede et rådhus, der var staden værdig. Et led i denne proces var etableringen af et nyt torv i området bag ved rådhuset, der dengang vendte ud mod Gammeltorv.
Dette blev senere i daglig tale til Nytorv.

## Markedsplads
Udover at være et offentligt mødested var Nytorv i perioden fra ca. 1610-1850 også det centrale kødmarked.

## Rettersted
Byens kag (pæl til brug ved kagstrygning) blev nu opstillet på det nye torv. Den stod på et højt ottekantet fundament, der under sidste renovering af torvet blev markeret med en lille forhøjning i brolægningen.
Fra 1627 foregik halshugningerne heller ikke længere på Gammeltorv, men på et interimistisk skafot, der blev placeret på Nytorv bag ved rådhuset. Det var først efter, at rådhuset var brændt ned under Københavns brand i 1728, at der blev der opført et permanent skafot på Nytorv.
Den sidste henrettelse på Nytorv fandt sted i 1758. Det var Frederik Hammond og hans medhjælper, Anders Sundblad, der begge var velansete borgere. Hammond og Sundblad blev henrettet for at have fabrikeret falske værdipapirer for 34.000 rigsdaler.
Brændemærkningerne og piskningerne fortsatte en årrække endnu, indtil kagen i 1780 blev flyttet ud til fængslet Blåtårn ved Langebro.

## Byrettens opståen
Under Københavns brand i 1728 og Københavns brand i 1795 brændte rådhuset ned. Den danske arkitekt C.F Hansen fik til opgave at bygge et nyt råd- og domhus på Nytorv, der hvor vajsenhuset havde stået. Kronprins Frederik d. 6 lagde den første sten den 28. september 1805 og i 1808 stod bygningen klar.
Resultatet blev den nyklassicistiske bygning, som i dag fungerer som Københavns byret.
Oprindeligt husede bygningen ikke kun råd- og domhuset, men også politistation og fængsel.
Men da Martin Nyrop havde bygget Københavns nye Rådhus, der blev indviet i 1905, flyttede bystyret dertil.
Københavns Politi blev imidlertid boende indtil 1924, hvor politigården blev indviet. Siden da har det gamle rådhus udelukkende været brugt som Københavns Byret.
Den danske guldaldermaler Martinus Rørbye benyttede det nyklassicistiske domhus som baggrund for to værker han malede i begyndelsen af 1830'erne. Det første var Et Møde ved Raad- og Domhuset fra forsiden af domhuset, det andet Arrestbygningen ved råd- og domhuset fra Slutterigade.

## Beboere på Nytorv
Søren Kirkegaard boede på hjørnet af strøget og Nytorv, der hvor Danske Bank lå.
Ludvig Holberg boede på hjørnet af Nygade, og beskrev i et latinsk epigram sin bolig beliggende mellem Gammeltorv og Nytorv: "Det ene Gammeltorv, med gammel kunst fortrolig – slagsmål og tyveri og svig og drik og spil. – Nytorv det andet, der har skafottet man placeret – midt imellem begge har Justitia sit bo. – Så mellem galgenpak og galgen ugenert jeg bor, Gud hjælpe mig mod begge to!" 